# William Pino
William Pino ist ein ehemaliger italienischer Profitänzer. Mit seiner Tanzpartnerin Alessandra Bucciarelli gilt er als Ausnahmetänzer. Heute tanzen beide zusammen nur noch Showauftritte.
Nach einem Beschluss des Organisations-Komitee der DSOC AG wurde beschlossen, dass William Pino mit seiner Tanzpartnerin Alessandra Bucciarelli eine Wildcard zu allen Wettkämpfen der „Dancing Superstars“- Weltserie erhält.

## Tanzerpartnerinnen
Von Januar 1987 bis September 1989 tanzte William Pino mit Michela Carducci. Mit ihr belegte William Pino am 27. August 1989 den 2. Platz in der Jugend auf den German Open Championships in Mannheim. William Pino begann im Juni 1990 seine Karriere als Amateur mit Alessandra Bucciarelli.

## Erfolge (Auswahl)

Pino mit Bucciarelli bei ihrer Slow Walz Show nach dem Titel If I were a painting

Slow Walz Show 2006 (WSSDF)

### Titel
- European Champions (1998–1999)
- World Champions (1998–1999)

### Amateurbereich
- 1. Platz German Open Under 21 (1992)
- 1. Platz International Open Under 21 (1992)
- 1. Platz Blackpool Dance Festival Under 21 (1993)
- 1. Platz World Cup Amateur (1995)
- 1. Platz Italian 10 Dance Championships (1995–1996)
- 1. Platz Ranking List (1997–1999)
- 1. Platz Italian Ballroom Championships (1996–1999)
- 1. Platz German Open Amateur (1998–1999)
- 1. Platz U.K. Amateur (1998–1999)
- 1. Platz International Open Amateur (1999)
- 1. Platz Blackpool Dance Festival Amateur (1999)

### Professionalbereich
- 1. Platz Blackpool Dance Festival Rising Stars (2000)
- Finale in Tango Blackpool Dance Festival (2000)
- 1. Platz FE.IN.DA. (2000)
- 1. Platz German Open Championships (2001)
- 3. Platz Italian Championships (2001)
- 1. Platz Classic Show Dance Italian Ch. (2001–2002)
- 3. Platz Italian Championships (2002)
- 3. Platz European Championships (2003)
- 4. Platz World Championships (2002)
- 2. Platz Italian Championships (2003)

## Showauftritte
William Pino war mit seiner Tanzpartnerin beim World Super Stars Dance Festival von 2000 bis 2007 in den Standardtänzen vertreten.